# سوق جميعة (الدار البيضاء)
سوق جميعة أو سوق الغرب، هو أحد الأسواق التاريخية لمدينة الدار البيضاء، يقع بدرب السلطان وسط المدينة، شيد سنة 1860 بهندسة معمارية مغربية أصيلة. 

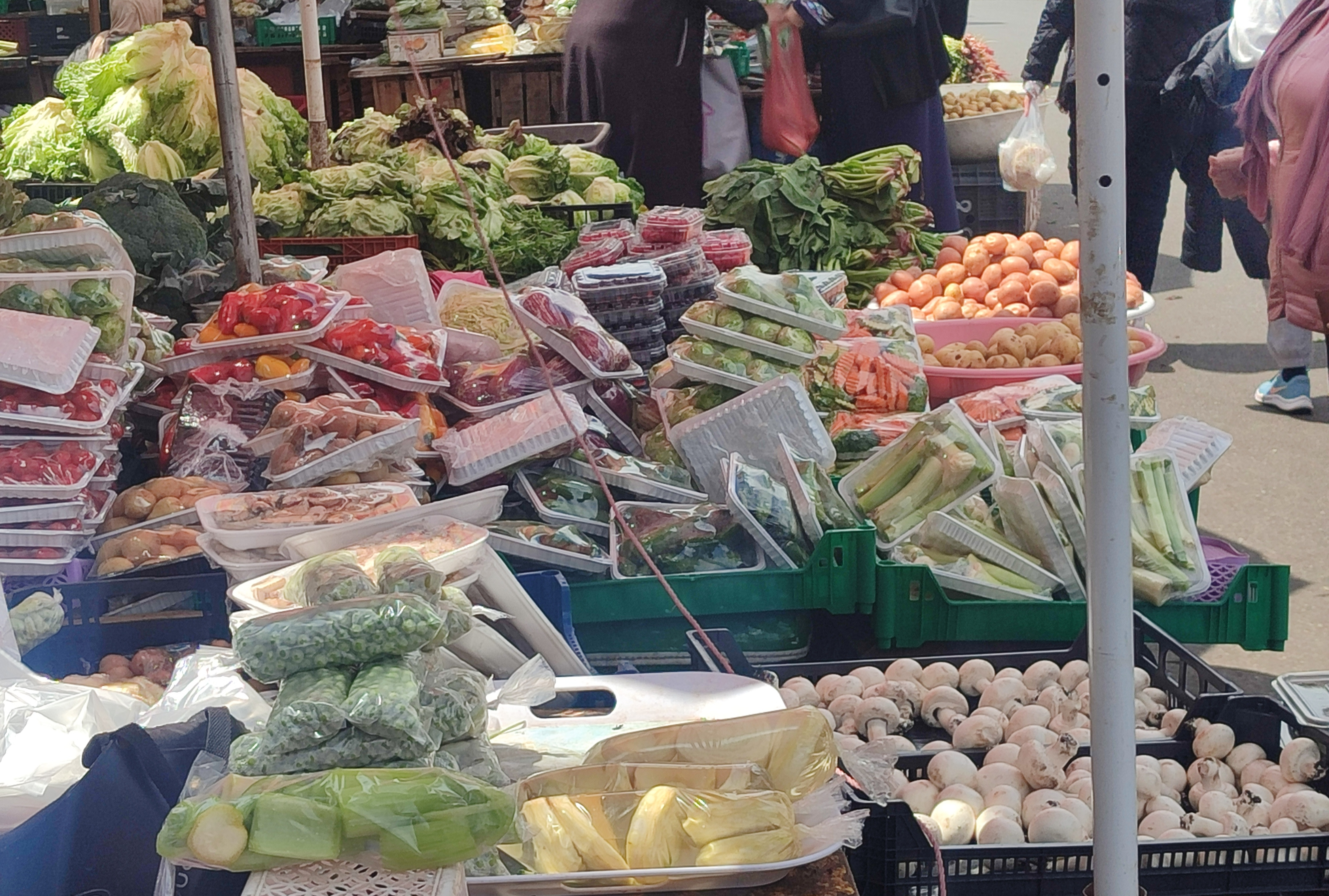
خضروات بسوق جميع بالدار البيضاء

## التسمية
يطلق على السوق سوق الغرب لأنه كان يستقطب السلع والتجار من منطقة الغرب، كما يطلق عليه سوق جميعة لأنه يفتح أبوابه يوم الجمعة، في حين يشير البعض أنه لقب بهذا الإسم نسبة إلى شخصية إسمها جميعة.

## التنظيم
تسعى جمعية الوفاق لتجار وحرفي ومهني سوق الغرب إلى تنظيم السوق ومحاربة العشوائية والمطالبة بإعادة تأهيليه، خاصة بعد انتشار أكشاك خاصة بممارسة طقوس السحر والشعوذة داخل السوق

## معرض الصور

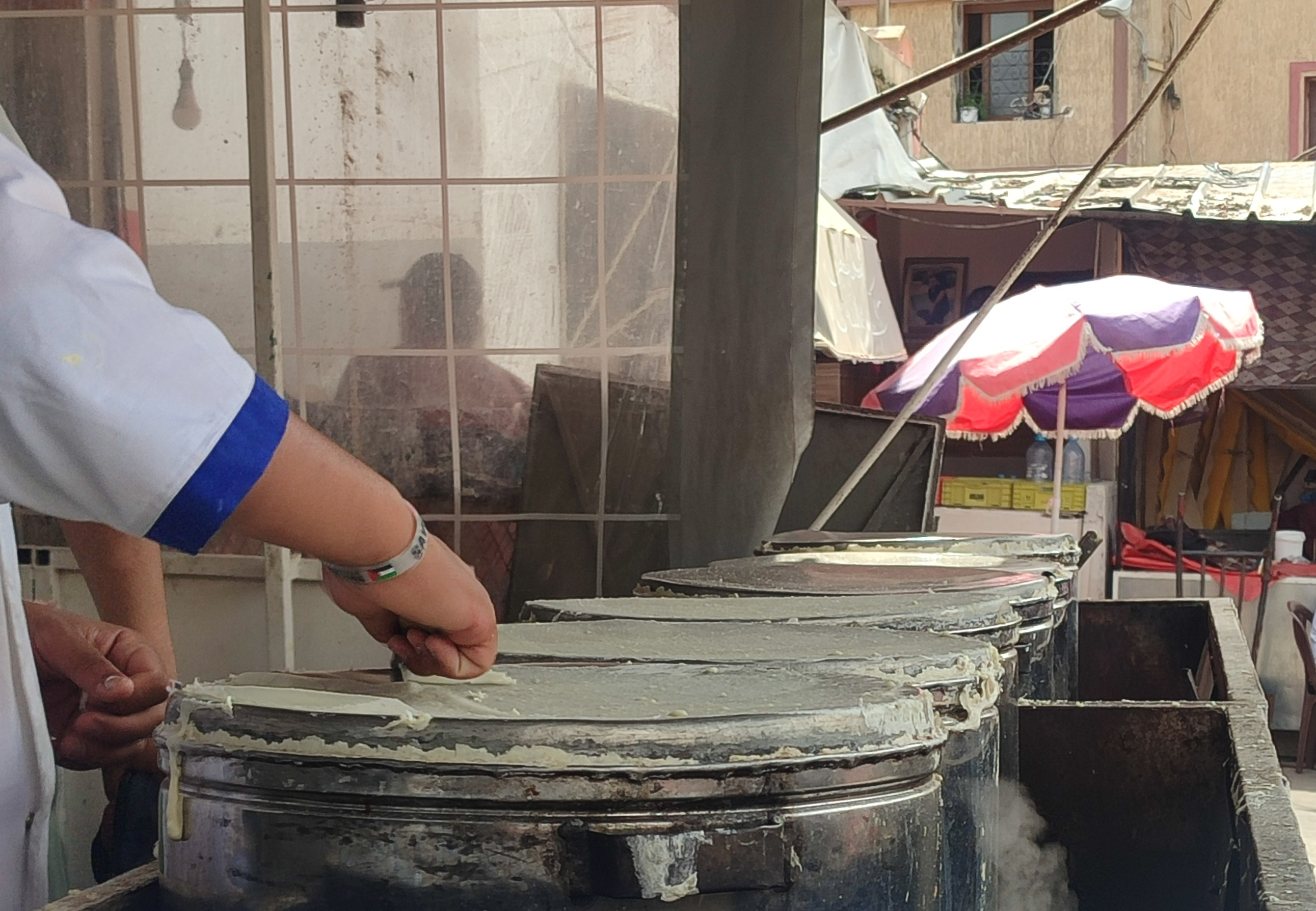
تحضير أوراق البسطيلة من سوق جميعة
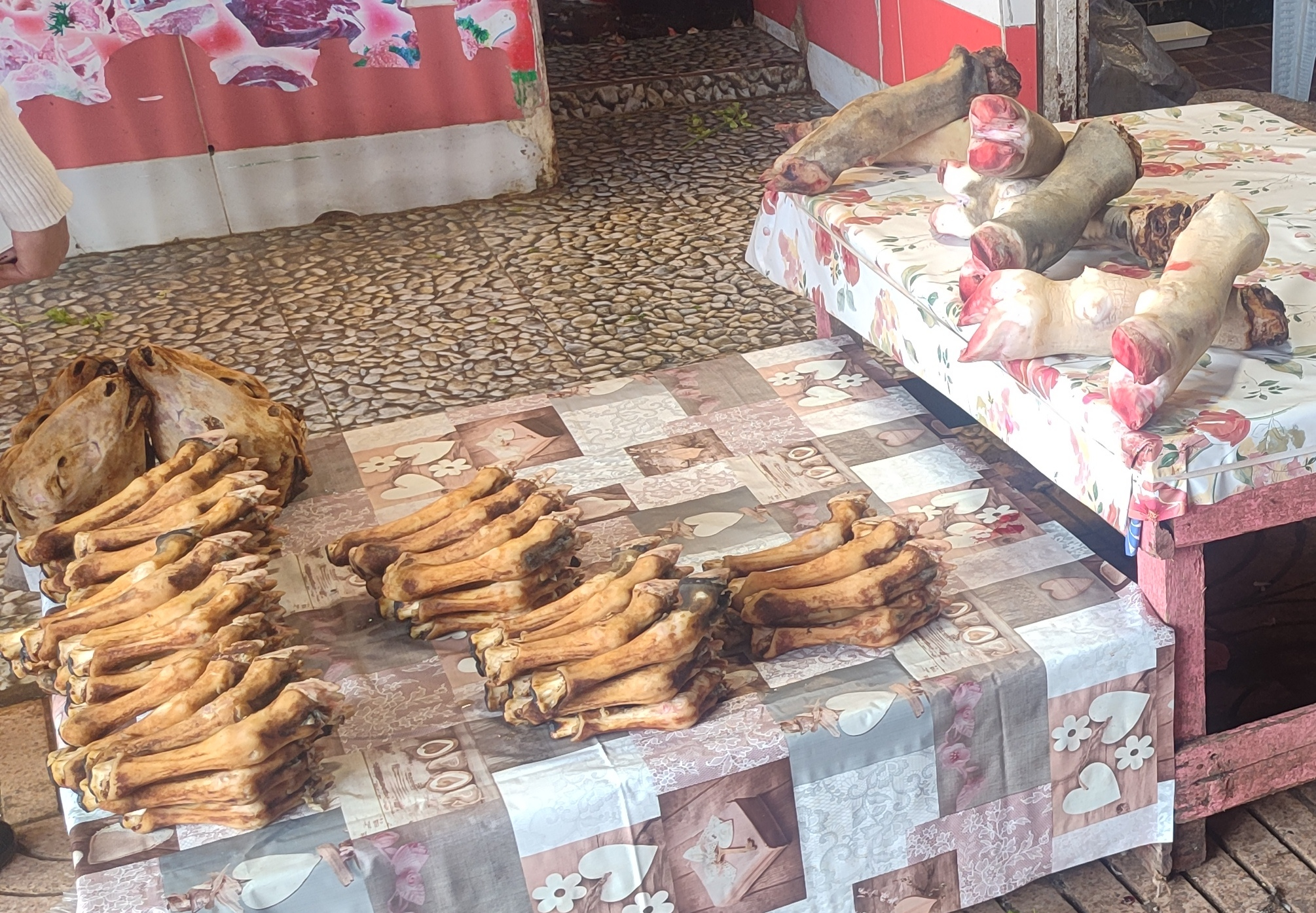
بيع أرجل العجل والخراف بسوق جميعة
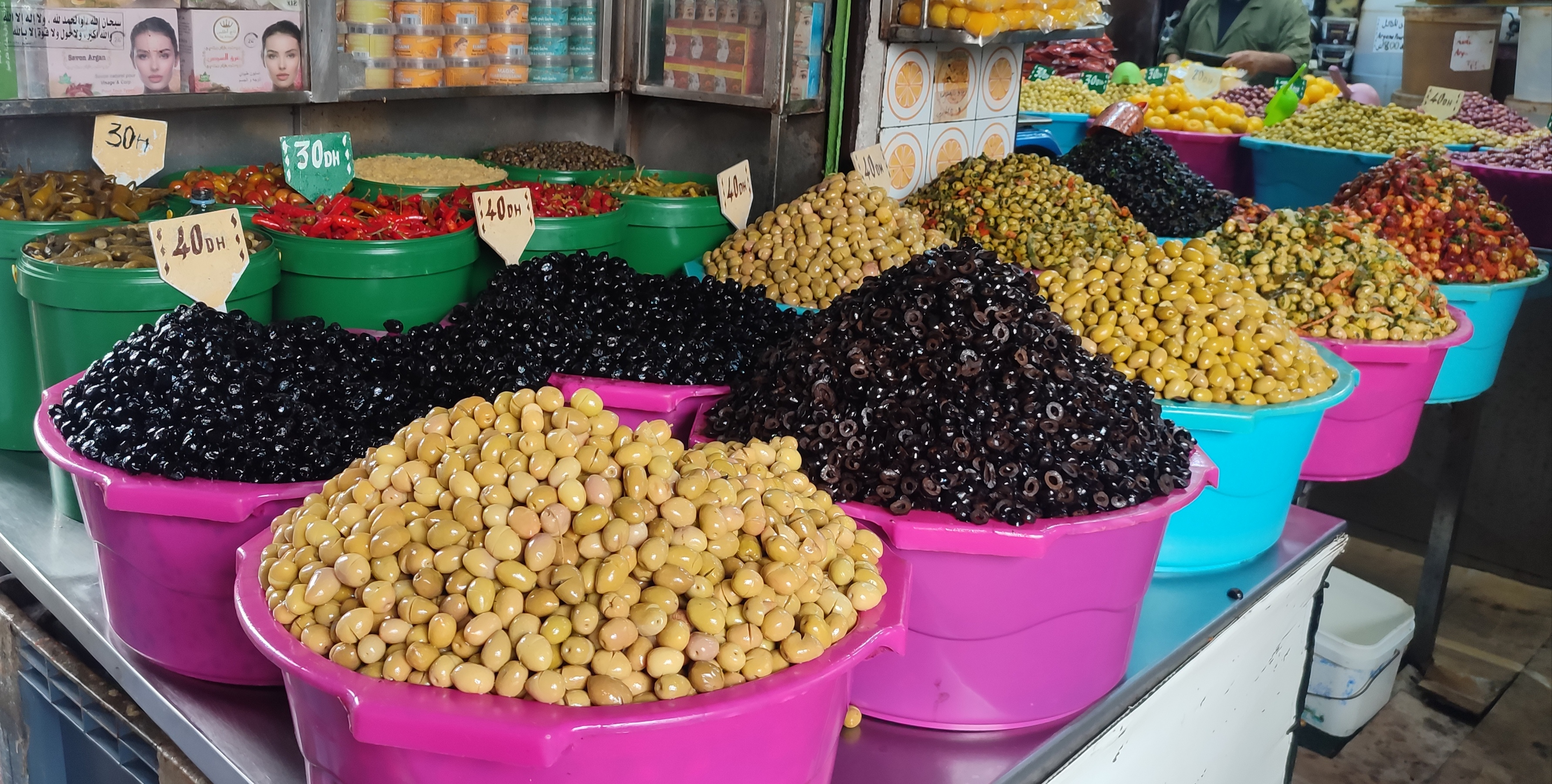
بيع الزيتون بسوق جميعة
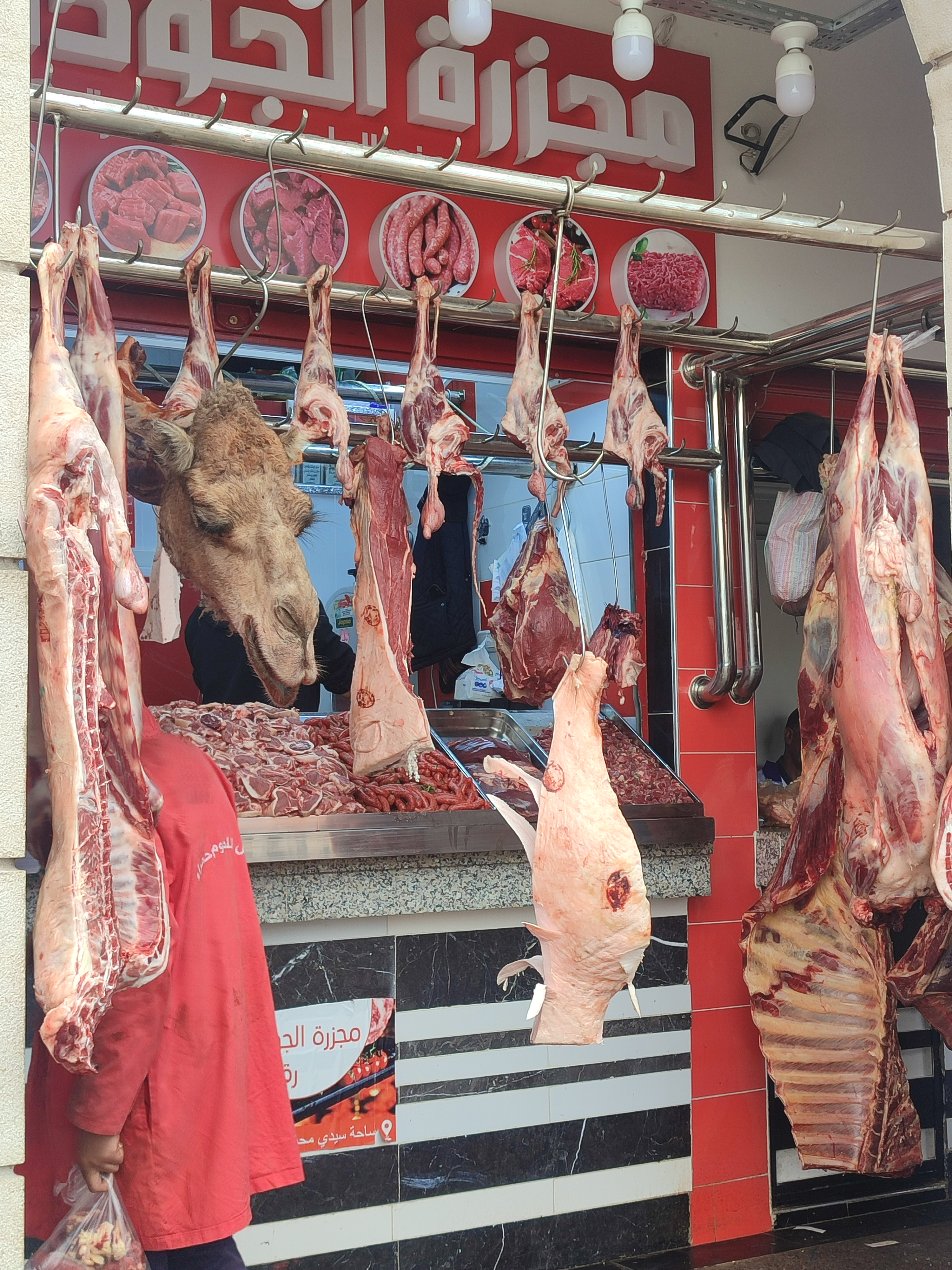
جزار بسوق جميعة
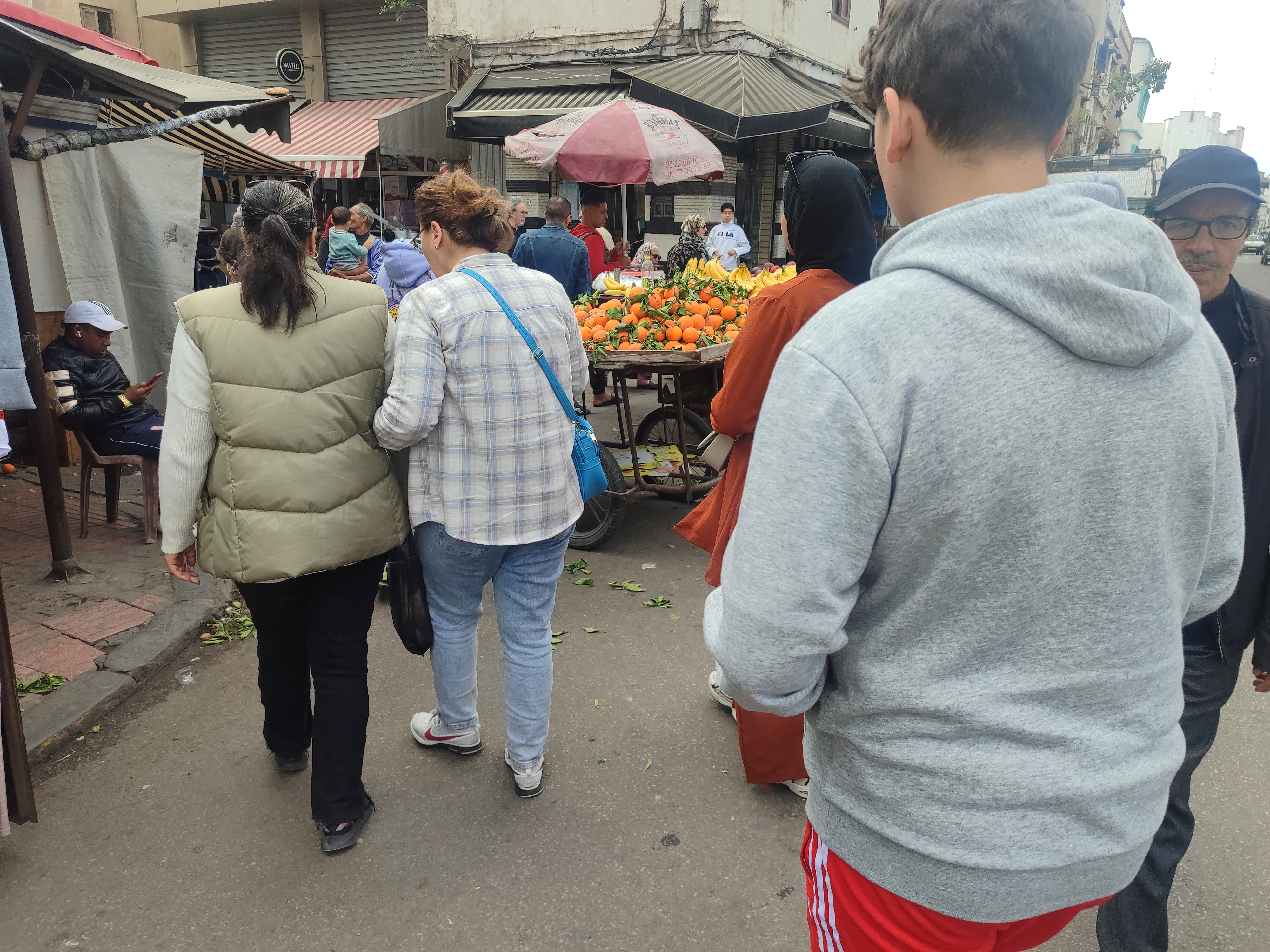
خرجة تصوير في سوق جميعة في إطار حملة ويكي تهوى إفريقيا.
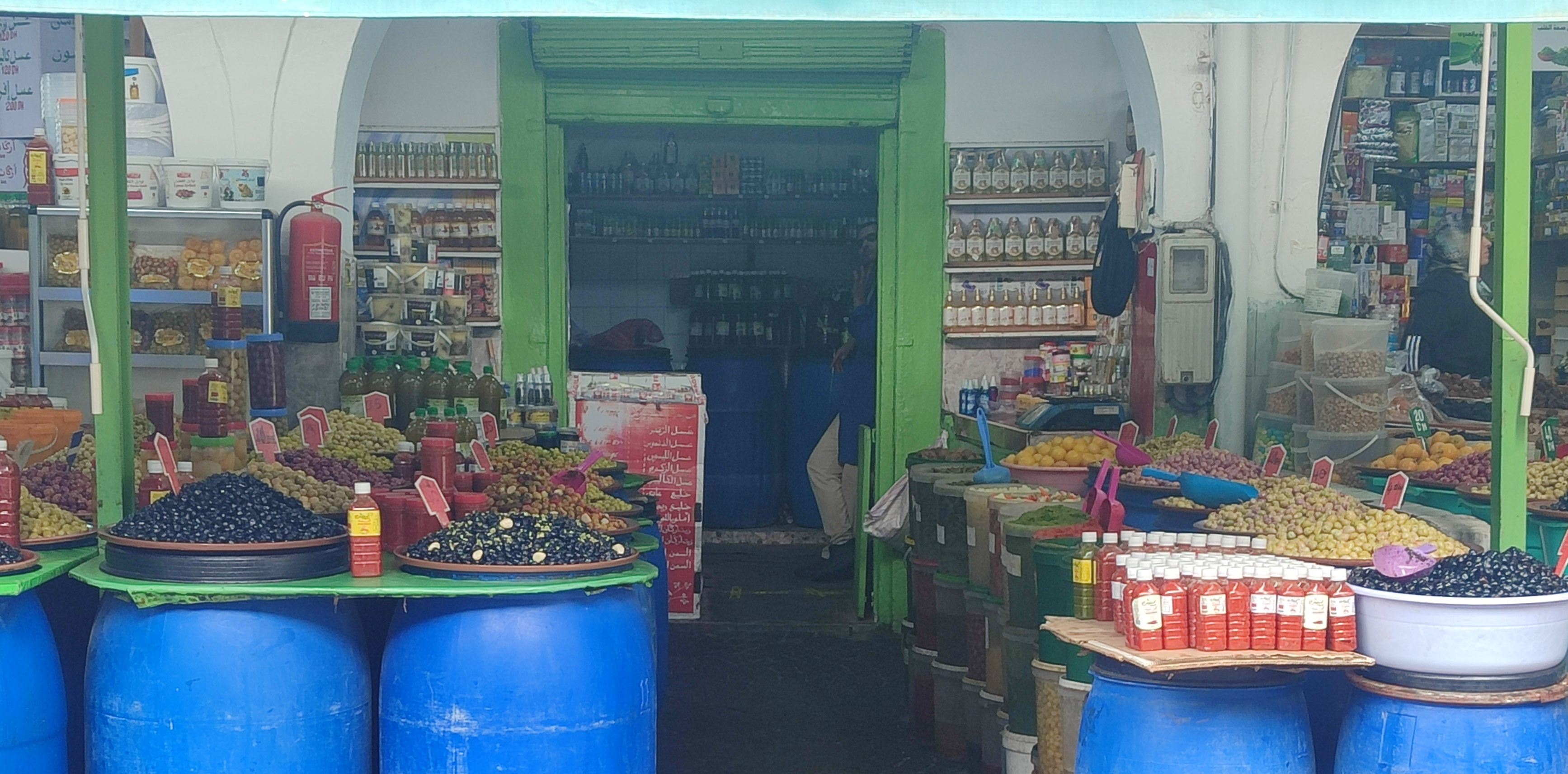
بائع الزيتون بسوق جميعة
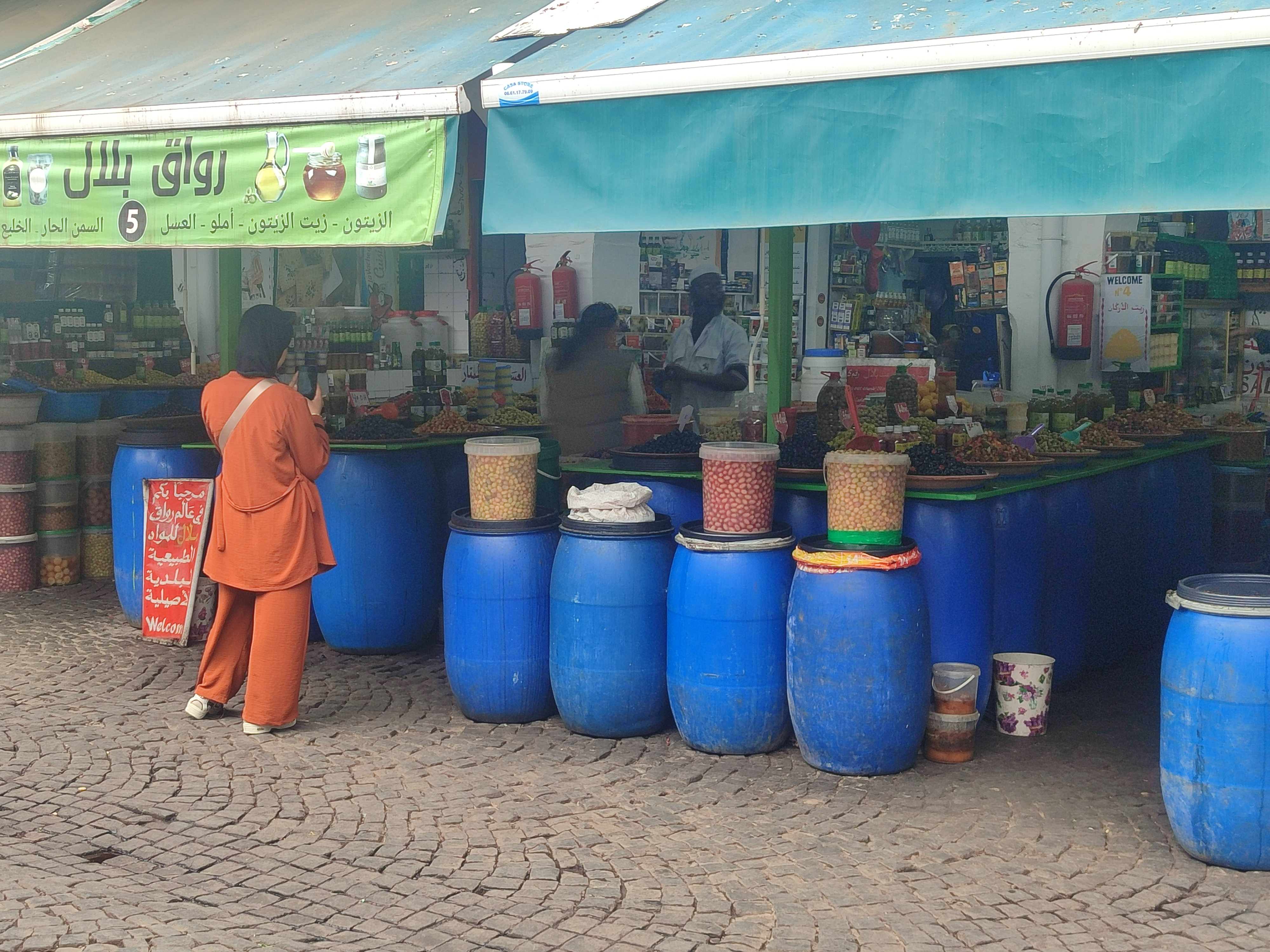
بائع الزيتون بسوق جميعة
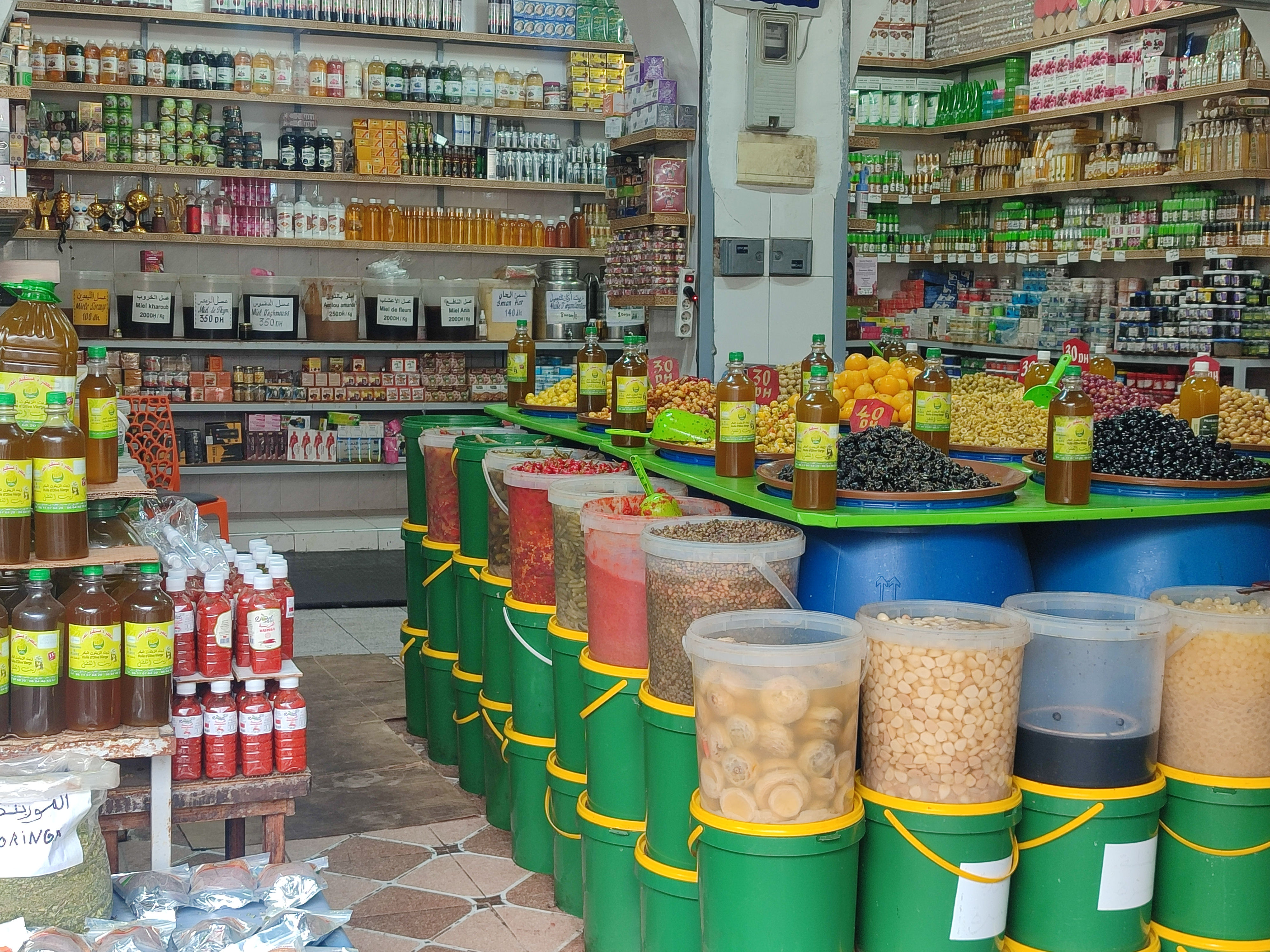
بائع الزيتون والمخللات بسوق جميعة
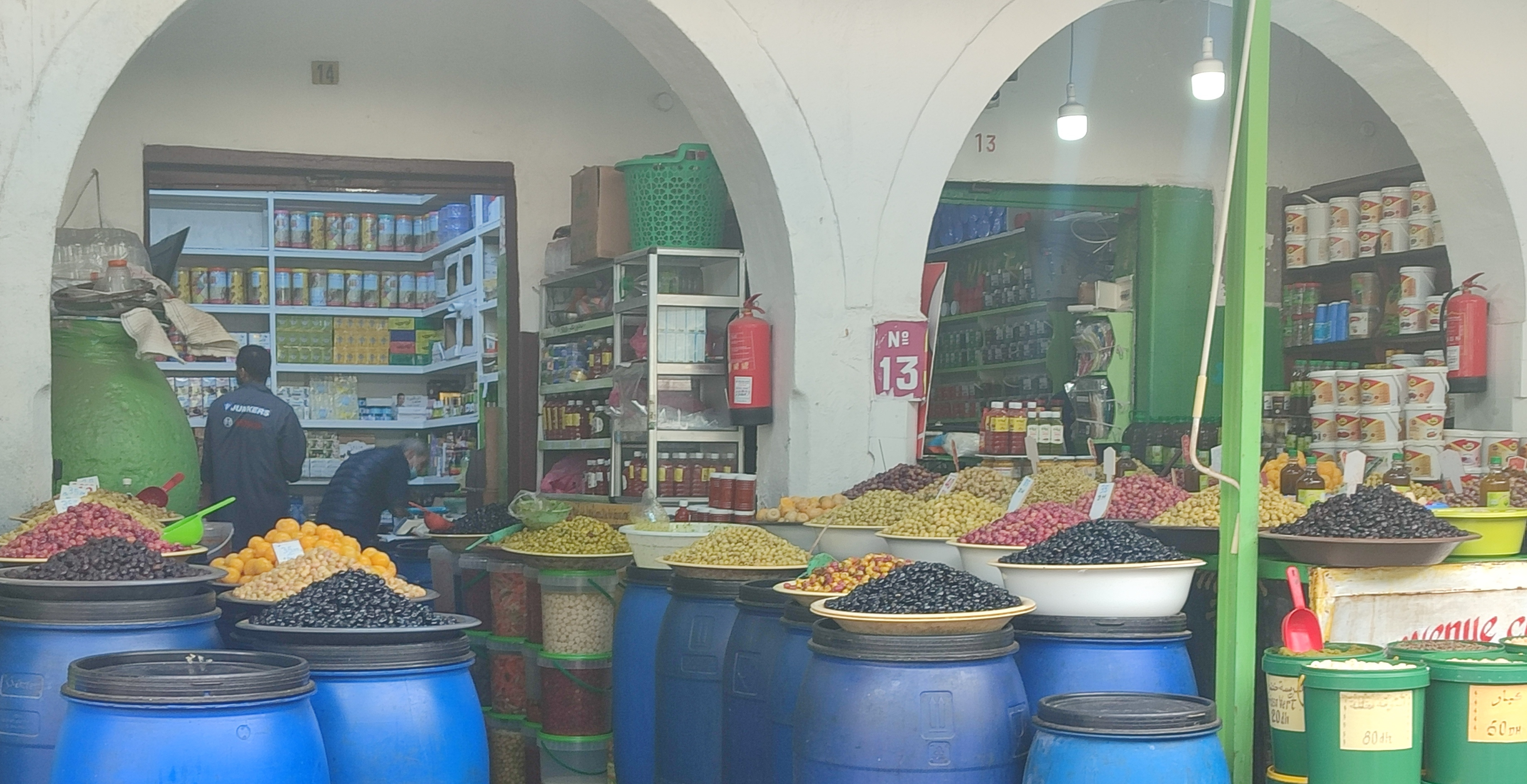
بائع الزيتون والمخللات بسوق جميعة
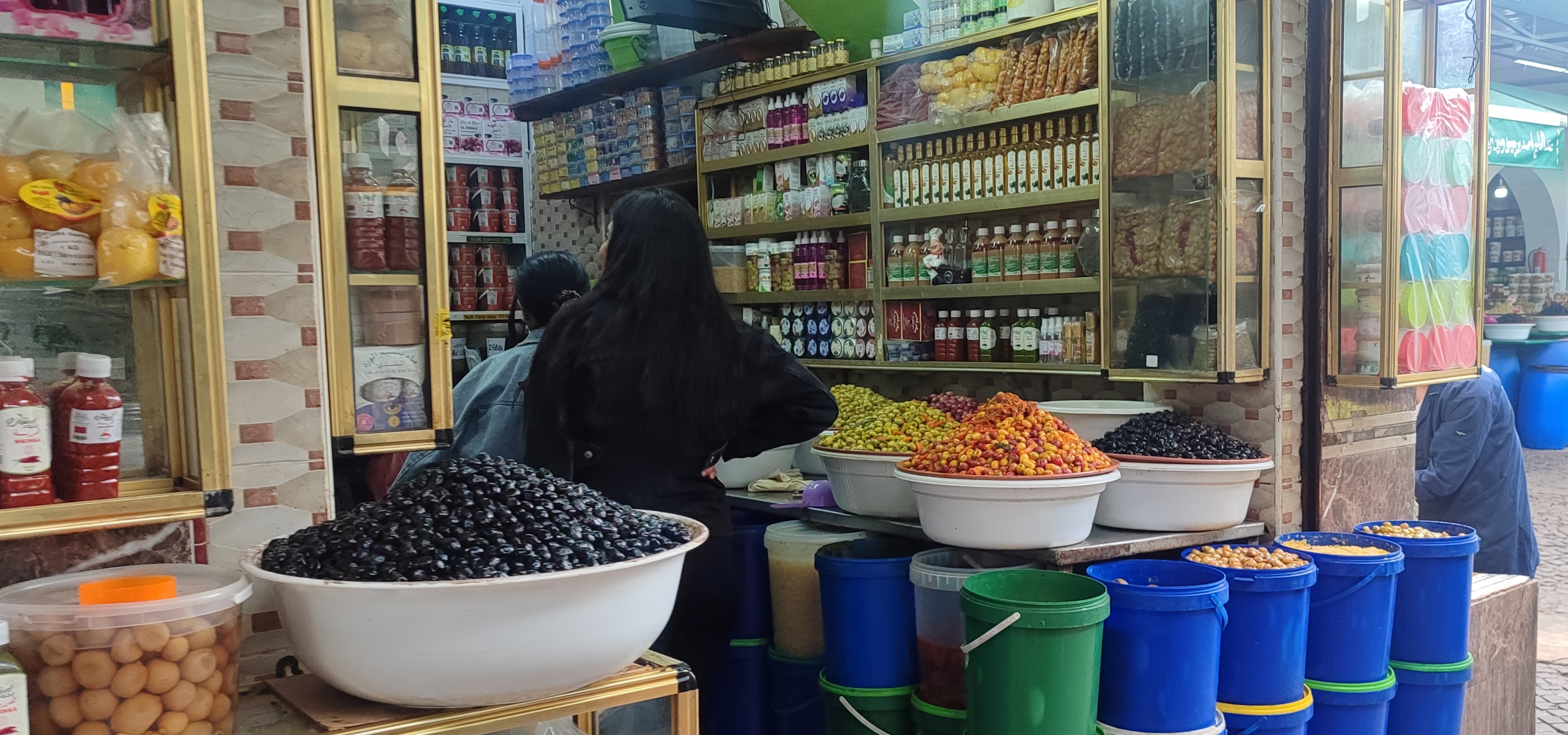
بائع الزيتون والمخللات بسوق جميعة